# 曹公潭戶外康樂中心
曹公潭戶外康樂中心（英語：Tso Kung Tam Outdoor Recreation Centre）是一個位於香港新界荃錦坳曹公潭的度假營，由康樂及文化事務署（康文署）管理。

## 位置
曹公潭戶外康樂中心位於荃灣荃錦坳曹公潭，佔地5.64公頃。

## 歷史
曹公潭戶外康樂中心於1991年落成啟用。

### 親親趣未來─家家童樂營
TVB兒童節活動其中之一。

### 疫症隔離中心
2003年，沙士影響香港，在同年4月1日起，度假村被用作隔離中心，隔離居住在疫症重災區淘大花園E座的居民，隔離中心由民安隊負責管理，期間暫停對度假人士的服務。兩個半月後，由於疫情好轉，香港被世界衛生組織從疫區名單中除名，故所有隔離在度假村的人士於6月14日全部遷離隔離中心，並轉移到大尾篤繼續隔離。此後，康文署為度假村進行大規模清潔，並購置全新的寢具，包括床墊、床單、被鋪、枕頭及枕頭套，以更換隔離人士曾使用的寢具。經過一個月清理後，度假村於2003年7月14日重新開放供度假人士使用。

### 東亞運動會選手村
2009年東亞運動會，北韓代表團放棄居住酒店，要求獨居於曹公潭戶外康樂中心。

## 建築
度假營內的營舍為獨立式平房，共有24個房間，可供10人使用。整個度假營可容納240人入住。

## 服務
度假村提供3種入營類別供3人或以上團體報名。
1. 日營  	上午9時30分至下午4時30分
2. 宿營 	下午2時30分至離營當日下午1時
3. 黃昏營	下午4時30分至晚上10時30分

## 外部連結
- 曹公潭戶外康樂中心 （页面存档备份，存于）